# Mi iubita, mon amour
Pour plus de détails, voir Fiche technique et Distribution.
Mi iubita mon amour est un film français réalisé par Noémie Merlant, sorti en 2021.

## Synopsis
Jeanne, 27 ans, et ses amies partent en Roumanie célébrer son enterrement de vie de jeune fille, mais elle y fait la rencontre troublante de Nino, 17 ans, et sa famille,.

## Fiche technique
Sauf indication contraire, les informations mentionnées dans cette section peuvent être confirmées par la base de données cinématographiques IMDb,  présente dans la section « Liens externes ».
- Titre français : Mi iubita mon amour
- Réalisation : Noémie Merlant
- Scénario : Gimi-Nicole Covaci et Noémie Merlant
- Musique : Saycet
- Photographie : Evgenia Alexandrova
- Montage : Sanabel Cherqaoui
- Production : Pierre Guyard et Noémie Merlant
- Pays de production :  France
- Langues originales : français, roumain et romani
- Format : couleur
- Genre : drame, romantique
- Durée : 95 minutes
- Dates de sortie :
  - France : 13 juillet 2021 (Festival de Cannes), 27 juillet 2022 (sortie nationale)

## Distribution
- Noémie Merlant : Jeanne
- Gimi-Nicole Covaci : Nino
- Sanda Codreanu : Katia
- Clara Lama-Schmit : Lola
- Alexia Lefaix : Helena
- Kita Covaci : Kita, la mère de Nino
- Jean Covaci : Jean, le père de Nino
- Giani Covaci : Giani
- Wallerand Denormandie : Victor

## Accueil

### Critique
En France, le site Allociné propose une moyenne des critiques de presse à 3,4/5.

## Distinction

### Sélection
- Festival de Cannes 2021 : sélection en séances spéciales